# (68410) Nichols
(68410) Nichols – planetoida z pasa głównego asteroid okrążająca Słońce w ciągu 4,39 lat w średniej odległości 2,68 j.a. Została odkryta 16 sierpnia 2001 roku w OCA-Anza Observatory przez Myke’a Collinsa i Minora White’a. Nazwa planetoidy pochodzi od nazwiska aktorki Nichelle Nichols, odtwarzającej postać porucznik Uhury, łącznościowca na statku Enterprise w serialu telewizyjnym Star Trek: Seria oryginalna.